# Janetiella tuberculi
Janetiella tuberculi är en tvåvingeart som först beskrevs av Ewald Rübsaamen 1889.  Janetiella tuberculi ingår i släktet Janetiella och familjen gallmyggor. Inga underarter finns listade i Catalogue of Life.